# カルロ・ヴァンツィーナ
カルロ・ヴァンツィーナ（Carlo Vanzina、1951年3月13日 - 2018年7月8日）は、イタリアの映画監督。
2018年7月8日にローマにて他界した。67歳没。

## 作品
- ローマ、恋のビフォーアフター
- レスリー・ニールセン 裸のローマ帝国２０００1/2年前
- マリーナの甘い生活
- ギャンブル/愛と復讐の賭け
- ドレスの下はからっぽ
- アバンチュールはデュエットで
- 恋のセックス・ゲーム